# Klęczany (przystanek kolejowy)
Klęczany – nieczynny przystanek osobowy położony w Klęczanach, w województwie małopolskim, w Polsce. Budynek dworcowy istnieje, lecz jego stan jest zły. Przy przystanku istnieje czynna bocznica Klęczany KSS na której od 1939 r. ładowany jest urobek z pobliskiego kamieniołomu.